# Windkraftwerk Tvind

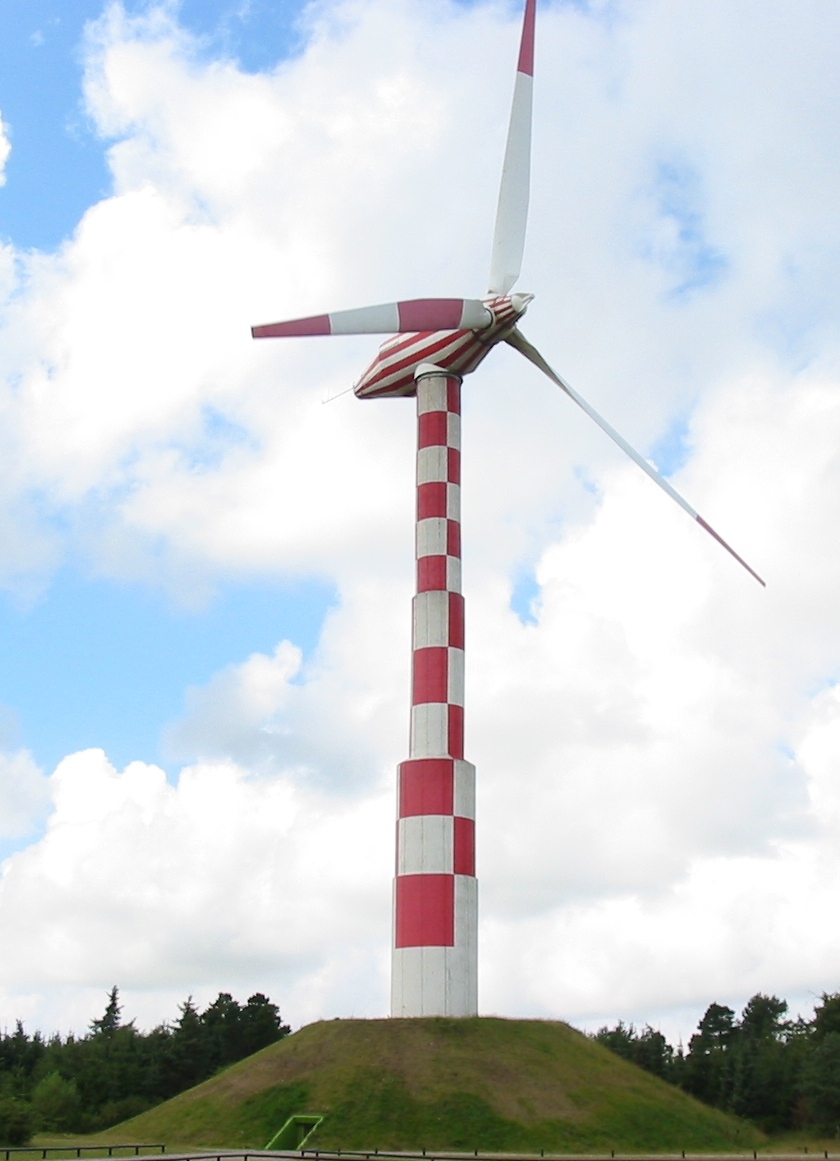
Windkraftwerk Tvind

Das Windkraftwerk Tvind ist eine 2-MW-Windkraftanlage der Schulgenossenschaft Tvind in der Nähe von Ulfborg in Westjütland. In einer Reihe von Bereichen hat die Tvind-Turbine die eigentliche Forschung und Entwicklung im Bereich der Windenergie eingeleitet. Die Risø DTU begann unter anderem mit der Arbeit an der Aerodynamik, nachdem Forscher aus Risø die Schaufeln der Tvind-Turbine berechnet hatten.
Zwischen 1978 und 2000 war die 54 Meter hohe Windkraftanlage die leistungsstärkste ihrer Art in Dänemark. Im Frühjahr 1978 begann das Unternehmen mit der Stromerzeugung und im Herbst mit der Einspeisung in das Stromnetz. Da in den ersten Betriebsjahren das öffentliche Netz nur 400 kW aufnehmen konnte, die Anlage aber bereits 1 MW liefern konnte, wurde die überschüssige Leistung für die Zentralheizung der Schulgebäude genutzt.
Im Juli 2007 hatte die Anlage 117.540 Betriebsstunden und 100.000.000 Umdrehungen geleistet und 16 GWh produziert. Der Grund: Die Anlage musste schneller laufen als sie konnte, was sich beim Testlauf zeigte. Die Geschichte hat später bei den kommerziellen Turbinen gezeigt, dass 1 MW genau das ist, was eine Turbine mit Schaufeln mit einer Länge von 27 m produzieren kann. Das bedeutete auch, dass Tvind eine weniger produktive Turbine bekam, die wiederum länger halten konnte. Zu Beginn der Betriebszeit stellte sich heraus, dass die Schaufeln mit 27 Umdrehungen pro Minute auf die Resonanzfrequenz des Turms trafen. Daher wird die Anlage mit maximal 21 Umdrehungen pro Minute betrieben, um eine Resonanzkatastrophe zu vermeiden.

## Betrieb
Der Turm und das kegelförmige Fundament sind aus Eisenbeton gebaut. Das Maschinenhaus besteht aus gewalzten Stahlplatten. Die Flügel sind aus Fiberglas. Die Turbine läuft derzeit mit allen Originalteilen bis auf die Schaufeln und Blattlager, die ausgetauscht wurden. Das Besondere an der Anlage ist, dass es sich um einen sogenannten „Backrunner“ handelt, das heißt, der Wind kommt von hinten herein. Der Grund, warum Turbinen normalerweise nicht auf diese Weise gebaut werden, ist, dass der Wind dabei den Turbinenturm passiert, bevor er die Rotorblätter erreicht.
- 1989 wurde ein Blattlager ausgetauscht.
- Im Jahr 1993 wurden alle 3 Blätter und die anderen 2 Blattlager ausgetauscht.
- Im Jahr 1999 wurde die Mühle weiß und rot gestrichen.
- Im Jahr 2000 wurden das Gier- und Rudergetriebe modernisiert.
- Im Jahr 2004 wurde ein weiteres Blattlager ausgetauscht.
- 2015 wurde ein Frequenzumrichter mit 500 kW gebaut, so dass die Turbine nun 900 kW Strom produzieren kann.

## Geschichte
Es waren die Lehrer der Schulen in Tvind, die sich in den 1970er Jahren das Ziel setzten, eine große Windkraftanlage zu bauen. Am 29. Mai 1975 erfolgte unter Anwesenheit aller Schüler der erste Spatenstich. Dann begann das Anlagenteam, das aus Freiwilligen bestand, mit dem Fundament und errichtete den Turm mit Hilfe einer Gleitschalung.
Andere bauten die Mühlenspitze, die aus einem Zahnrad aus einer schwedischen Kupfermine und anderen Komponenten bestand, die für diesen Zweck verwendet werden konnten. Nach drei Jahren war die Mühle fertiggestellt und konnte am 26. März 1978 in Betrieb genommen werden. Während des Baus der großen Anlage errichtete ein Team des Volksgymnasiums auf einem ca. 12 Meter hohen Turm eine 22-Kilowatt-Anlage mit 5 Meter langen Glasfaserschaufeln. Ziel war es, eine Windkraftanlage zu bauen, die sich die einfachen Leute selbst erwerben konnten. Es wurde eine Flügelform hergestellt, die nach den Schaufeln der großen Mühle verkleinert wurde. Diese Blattform aus Glasfaser wurde an andere Hersteller von Windkraftanlagen ausgeliehen und bildete die Grundlage für die Entwicklung von Rotorblättern für die aufstrebende Windturbinenindustrie.
Die 54 Meter hohe Windkraftanlage verfügt über drei drehbare Blätter von 27 Metern Länge und damit eine Segelrotorfläche von 2290 Quadratmetern, die im Verhältnis zu den 450 Quadratmetern der Gedser-Anlage und der Leistung der Gedser-Anlage von 200 Kilowatt zu sehen ist. Nach 37 Jahren als 400-kW-Turbine wurde die Turbine von Tvind im April 2015 mit einem Frequenzumrichter von 500 kW ausgestattet, so dass sie nun 900 kW Strom produzieren und ins Netz einspeisen kann. Heute kann die Anlage automatisch laufen und ist rund um die Uhr in Betrieb.